# إدغار ماتشوكا
إدغار ماتشوكا (بالإسبانية: Edgar Machuca)‏ هو لاعب كرة قدم باراغواياني في مركز الدفاع، ولد في 28 أبريل 1989 في أسونسيون في باراغواي. لعب مع Club Plaza Colonia de Deportes ‏.

## وصلات خارجية
- إدغار ماتشوكا على موقع قاعدة بيانات كرة القدم.إي يو (الإنجليزية)
- إدغار ماتشوكا على موقع Soccerway.com (الإنجليزية)